# COPP
COPP (латиницей) — общепринятая в онкогематологии аббревиатура (акроним) для ныне устаревшего режима химиотерапии, в своё время вытеснившего режим MOPP ввиду меньшей токсичности и лучшей переносимости и меньшего риска развития отдалённых вторичных опухолей. Применялся в лечении лимфогранулематоза. В настоящее время режим COPP, в свою очередь, вытеснен режимами ABVD и Stanford V, оказавшимися менее токсичными и более эффективными, а также режимом BEACOPP, имеющим преимущество в эффективности.

## Режим дозирования
| Лекарство                          | Доза                         | Путь введения                                      | Дни цикла |
| ---------------------------------- | ---------------------------- | -------------------------------------------------- | --------- |
| Циклофосфамид — (C)yclophosphamide | 600 мг/м2                    | Внутривенно болюсно                                | Дни 1 и 8 |
| Винкристин — (O)ncovin             | 1,4 мг/м2 (максимально 2 мг) | Внутривенно болюсно                                | Дни 1 и 8 |
| Прокарбазин — (P)rocarbazine       | 100 мг/м2                    | Перорально (внутрь) в 4 приёма в разделённых дозах | Дни 1-10  |
| Преднизолон — (P)rednisolone       | 40 мг/м2                     | Перорально (внутрь) в 4 приёма в разделённых дозах | Дни 1-14  |

Циклы повторяются каждые 28 дней, всего 6-8 циклов.